# Takamado

Emblema de la rama Takamado-no-miya

La familia de Takamado-no-miya (高円宮) es una de las familias imperiales del Japón. El cabeza de la familia, Norihito, ya murió.

## Los miembros de la familia imperial Takamado
- Norihito
- Hisako
- Tsuguko
- Noriko
- Ayako